# Ruggero Dipaola
Ruggero Dipaola (Brescia, 1º dicembre 1968) è un regista e produttore cinematografico italiano.

## Biografia
Dopo la laurea in giurisprudenza e il diploma al corso di regia dell'Istituto di Scienze Cinematografiche ed Audiovisive di Firenze, scrive, dirige e produce sette cortometraggi, tra cui La madre (1997), che riceve una menzione speciale ai Nastri d'argento 1998, L'urlo (1995), menzione speciale al Festival internazionale cinema giovani del 1996, e Dove finiscono le tracce (2002).
Nel 2012 esordisce con il suo primo lungometraggio Appartamento ad Atene, che vince il Globo d'oro alla miglior opera prima.

## Filmografia

### Regista
- L'urlo - cortometraggio (1995)
- La madre, episodio del film Corti stellari 2 (1998)
- Dove finiscono le tracce - cortometraggio (2001)
- Appartamento ad Atene (2011)

### Sceneggiatore
- La madre, regia di Ruggero Dipaola, episodio del film Corti stellari 2 (1998)
- Il piano dell'uomo di sotto, regia di Pietro D'Agostino - cortometraggio (1998)
- Dove finiscono le tracce, regia di Ruggero Dipaola - cortometraggio (2001)
- Appartamento ad Atene, regia di Ruggero Dipaola (2011)

### Produttore
- La madre, regia di Ruggero Dipaola, episodio del film Corti stellari 2 (1998)
- Dove finiscono le tracce, regia di Ruggero Dipaola - cortometraggio (2001)
- Appartamento ad Atene, regia di Ruggero Dipaola (2011)

### Attore
- L'urlo, regia di Ruggero Dipaola - cortometraggio (1995)